# Olga Blinder
Olga Blinder (Assunção, 21 de dezembro de 1921 – 19 de julho de 2008) foi uma pintora, gravurista e escultora paraguaia, fundadora do Grupo Arte Nova, foi a artista mais proeminente dos anos setenta no Paraguai.

## Biografia
Nasceu em uma família judia em Assunção. Nos anos 1939-1943, estudou engenharia e pedagogia na Faculdade de Filosofia da Universidade Nacional. Seu professor era o artista brasileiro Livio Abramo. Durante trinta anos como professora, ela ensinou a arte. Em 2006, recebeu um doutorado honorário da Universidade Nacional de Assunção.

## Carreira artística
Sua carreira artística começou em 1951, na exposição do El Ateneo Paraguai. Em 1952, seu trabalho foi exibido no Centro Cultural Paraguaio-Americano. Em 1954, fundou o Grupo Arte Nova, o movimento artístico que visa introduzir alterações no cenário da arte paraguaia e a rejeição da ideia de academicismo.
Ela fundou e dirigiu vários institutos culturais: Taller de expresión infantil (TEI), Instituto para el desarrollo armónico de la personalidad (IDAP) e o Instituto Superior de Arte (ISA)  
O Instituto Superior de Arte agora faz parte do Departamento de Arquitetura da Universidade Nacional de Assunção. Em 1972 ela criou em conjunto com a primeira coleção de arte contemporânea de Carlos Colombino, que agora faz parte do Museo del Barro.
Participou de várias exposições internacionais na Venezuela, Argentina, Holanda, Japão, Espanha, Portugal, Chile, Colômbia, EUA e Uruguai.

## Vida privada
Em 1943, ela se casou com o Dr. Isaac Schvartzman, com quem teve três filhos: Susana Silva (1944), Carlos Eduardo (1946-1955) e Jorge Bernardo (1948).

## Publicações
Ela escreveu livros e artigos sobre educação e as artes.
- Arte actual en el Paraguay (1900-1995);

- La educación paraguaya (1945-1991);

- Historia de la educación en América Latina;
- Inteligencia, juego y TV, con otros autores (1982);

- El juego, los juguetes y el niño;

- Trabajos sobre museos y educación artística (1994);

- En la frontera de un arte nuevo guaraní (1987-1988).